# Bleem!
Bleem! (stylisé bleem!) est un émulateur de PlayStation pour PC et Dreamcast qui était commercialisé par la compagnie Bleem, inc. à partir de 1999,.
C'était un émulateur très puissant, pouvant même améliorer les graphismes des jeux PlayStation, créé par Randy Linden et David Herpolsheimer. Il en existe trois versions pour Dreamcast nommées Bleem for Dreamcast (ou Bleemcast), émulant Gran Turismo 2, Metal Gear Solid ou Tekken 3 et une version pour PC émulant plusieurs jeux.
Une version beta circulant sur internet permet de jouer à presque tous les jeux de playstation sur Dreamcast mais avec plusieurs bugs, la version étant une version illégalement mise sur Internet par un bêtatesteur d'une des premières versions de bleemcast!.
La protection de l'application (qui prenait la forme d'un CD appelé CD-Key) était particulièrement compliquée à copier. Cela s'explique par une TOC hackée, des milliers de BAD Sectors nécessaires au lancement de l'application dispersés un peu partout sur le disque, et une grande quantité d'informations situées après la fermeture du CD (Lead-Out), que les ordinateurs et lecteurs CD de l'époque ne pouvaient pas lire. Il n'était pas possible de le copier avec un câble PC↔DC non plus. Malgré tout ceci, les versions de Bleem pour Gran Turismo 2, Metal Gear Solid et Tekken 3 ont quand même été piratées et sont trouvables sur la toile en format .cdi.
Bleemcast a été créé à partir de rien (il n'est pas un port de Bleem PC) et est écrit en totalité en code assembleur SH4. Il permet de jouer aux jeux pour lequel il a été créé avec une résolution de 640 × 480 (la PlayStation les exécute nativement en 320 × 240) avec des graphismes améliorés par des filtres bilinéaires. C'est le seul émulateur PlayStation pour Dreamcast exécutant des jeux commerciaux à pleine vitesse.
À noter qu'il n'est pas possible de sauvegarder la progression dans les jeux exécutés avec la version bêta, seules les versions de Bleem pour Gran Turismo 2, Metal Gear Solid et Tekken 3 permettent la sauvegarde mais au prix d'un reformatage d'un des VMU, qui par la suite ne supportera plus que ces trois jeux.
Face à une très forte pression de la part de Sony (et tout comme pour VGS) la compagnie Bleem, qui était poursuivie parce que le logiciel était capable de faire fonctionner des jeux sur un autre support que la PlayStation qui était encore en activité à cette période, a finalement cédé et a fermé. 
Par la suite (et comme cela est déjà arrivé avec d'autres dans le monde de la rétro-ingénierie) Sean Kauppinen et Randy Linden, deux membres de Bleem! ont, un temps, travaillé pour Sony.